# Ürümqi
| Uigurische Bezeichnung          | Uigurische Bezeichnung       |
| ------------------------------- | ---------------------------- |
| Arabisch-Persisch (Kona Yeziⱪ): | ئۈرۈمچى شەھىرى               |
| Lateinisch (Yengi Yeziⱪ):       | Ürümqi Xəⱨiri                |
| Kyrillisch (Sowjetunion):       | Үрімжі                       |
| offizielle Schreibweise (VRCh): | Ürümqi                       |
| Aussprache in IPA:              | [yrymtʃi]                    |
| andere Schreibweisen:           | Urumtschi, Ürümtschi, Urumqi |
| Chinesische Bezeichnung         |                              |
| Kurzzeichen:                    | 乌鲁木齐市                   |
| Langzeichen:                    | 烏魯木齊市                   |
| Umschrift in Pinyin:            | Wūlǔmùqí Shì                 |
| Umschrift nach Wade-Giles:      | Wu-lu-mu-chi Shih            |

Ürümqi, zu deutsch Urumtschi (chinesisch 烏魯木齊市 / 乌鲁木齐市, Pinyin Wūlǔmùqí Shì, uigurisch ئۈرۈمچى شەھىرى, auch Urumchi, bis 1954 迪化 Díhuà), ist die Hauptstadt des Uigurischen Autonomen Gebietes Xinjiang in der Volksrepublik China. Die Stadt ist auch die wichtigste Stadt der Landschaft Dsungarei. Als bezirksfreie Stadt hat Ürümqi ein Verwaltungsgebiet von 13.788 km² und 4.054.369 Einwohner. Ürümqi ist die zweitgrößte Stadt im Nordwesten Chinas nach Xi’an. Hierbei gehört Xi’an nach Definition des chinesischen Statistikamts zur Megacity, während Ürümqi zum Großstadt des Typs 1 und Lanzhou zum Großstadt des Typs 2 zählen.
Ürümqi ist mit über 2000 km die am weitesten vom Meer entfernte Großstadt der Welt und ist nur knapp 300 km vom eurasischen Unzugänglichkeitspol entfernt. Sie liegt am Nordfuß des Tian-Shan-Gebirges. Wichtigste Industrien sind die Petrochemie, Textil- sowie Eisen- und Stahlindustrie. Ebenso hat sich mit dem größten Windpark in China die Windenergie in der Region Ürümqi etabliert. Die Eisenbahnlinie Peking – Almaty (Kasachstan) führt durch Ürümqi.
Wie in ganz China gilt auch in Ürümqi die chinesische Standardzeit (auch als „Pekinger Zeit“ bezeichnet, UTC +8 Stunden; siehe Zeitzonen von China). In Bezug auf den Sonnenstand besteht zu Peking eine Differenz von zwei Stunden.

## Bevölkerung
Laut Zensus (2000) hatte Ürümqi 2.081.834 Einwohner (Bevölkerungsdichte: 174,53 Einwohner/km²).
Die Bevölkerung setzte sich im Jahr 2000 aus folgenden Ethnien zusammen:
| Name des Volkes | Einwohner | Anteil  |
| --------------- | --------- | ------- |
| Han             | 1.567.562 | 75,30 % |
| Uiguren         | 266.342   | 12,79 % |
| Hui             | 167.148   | 8,03 %  |
| Kasachen        | 48.772    | 2,34 %  |
| Mandschu        | 7.682     | 0,37 %  |
| Mongolen        | 7.252     | 0,35 %  |
| Xibe            | 3.674     | 0,18 %  |
| Russen          | 2.603     | 0,13 %  |
| Tujia           | 1.613     | 0,08 %  |
| Kirgisen        | 1.436     | 0,07 %  |
| Usbeken         | 1.406     | 0,07 %  |
| Zhuang          | 878       | 0,04 %  |
| Tataren         | 767       | 0,04 %  |
| Tibeter         | 665       | 0,03 %  |
| Dongxiang       | 621       | 0,03 %  |
| Miao            | 620       | 0,03 %  |
| Koreaner        | 588       | 0,03 %  |
| Sonstige        | 2.205     | 0,09 %  |

Bevölkerungsentwicklung der Agglomeration laut UN
In dem eigentlichen urbanen Siedlungsraum der Stadt lebten 2017 knapp 3,8 Millionen Einwohner. Die restliche Bevölkerung lebt im ländlichen Umland. Aufgrund der voranschreitenden Urbanisierung wird bis 2035 mit 5,8 Millionen Einwohnern in der Agglomeration gerechnet.
| Jahr | Einwohnerzahl |
| ---- | ------------- |
| 1950 | 102.000       |
| 1960 | 296.000       |
| 1970 | 581.000       |
| 1980 | 881.000       |
| 1990 | 1.241.000     |
| 2000 | 1.807.000     |
| 2010 | 2.811.000     |
| 2017 | 3.837.000     |

## Administrative Gliederung
Auf Kreisebene setzt sich Ürümqi aus sieben Stadtbezirken und einem Kreis zusammen. Diese sind (Stand: Zensus 2010)
| Karte                                                                                       | Karte       | Karte      | Karte      | Karte         | Karte        | Karte     |
| ------------------------------------------------------------------------------------------- | ----------- | ---------- | ---------- | ------------- | ------------ | --------- |
| 1. Tianshan 2. Xinshi 3. Toutunhe 1 Saybag 2 Shuimogou 3 Dabancheng ※ Midong Ürümqi Kreis ※ |             |            |            |               |              |           |
|                                                                                             | Uigurisch   | Uigurisch  | Chinesisch | Chinesisch    | Fläche (km²) | Einwohner |
| Kona Yeziⱪ                                                                                  | Yengi Yeziⱪ | Zeichen    | Pīnyīn     |               | Fläche (km²) | Einwohner |
| Stadtbezirk Tianshan (Zentrum und Sitz der Stadtregierung)                                  | تەڭرىتاغ    | Təngritaƣ  | 天山区     | Tiānshān Qū   | 171          | 696.277   |
| Stadtbezirk Saybag                                                                          | سايباغ      | Saybaƣ     | 沙依巴克区 | Shāyībākè Qū  | 422,47       | 664.716   |
| Stadtbezirk Xinshi (»Neustadt«)                                                             | يېڭىشەھەر   | Yengixəⱨər | 新市区     | Xīnshì Qū     | 262,5        | 730.307   |
| Stadtbezirk Shuimogou                                                                       | شۇيموگۇ     | Shuimogu   | 水磨沟区   | Shuǐmògōu Qū  | 277,6        | 390.943   |
| Stadtbezirk Toutunhe                                                                        | تۇدۇڭخابا   | Tutunghaba | 头屯河区   | Tóutúnhé Qū   | 275,59       | 172.796   |
| Stadtbezirk Dabancheng                                                                      | داۋانچىڭ    | Dawanqing  | 达坂城区   | Dábǎnchéng Qū | 4.759        | 40.657    |
| Stadtbezirk Midong                                                                          | میدونگ      | Midong     | 米东区     | Mǐdōng Qū     | 3.407,42     | 333.676   |
| Kreis Ürümqi                                                                                | ئۈرۈمچى     | Ürümqi     | 乌鲁木齐县 | Wūlǔmùqí Xiàn | 4.212        | 83.187    |

## Klima
In Ürümqi herrscht ein kontinentales Steppenklima mit heißen und trockenen Sommern (Durchschnittstemperatur Juli 24 °C) sowie feucht-kalten Wintern (Durchschnittstemperatur Januar −16 °C). Die Jahresdurchschnittstemperatur beträgt 5,4 °C, die Jahresniederschlagssumme 273 mm. Frühling und Herbst sind in dieser Region sehr kurz. Mai bis Oktober gelten als beste Reisezeit für Ürümqi.
|                       | Jan   | Feb   | Mär  | Apr  | Mai  | Jun  | Jul  | Aug  | Sep  | Okt  | Nov  | Dez   |   |      |
| Mittl. Tagesmax. (°C) | −8,4  | −6,2  | 3,7  | 16,7 | 24,3 | 28,8 | 31,2 | 30,0 | 23,7 | 13,6 | 2,0  | −6,1  | ⌀ | 12,9 |
| Mittl. Tagesmin. (°C) | −17,9 | −15,9 | −4,9 | 5,2  | 12,0 | 16,8 | 19,1 | 17,7 | 11,8 | 3,4  | −6,0 | −14,4 | ⌀ | 2,3  |
|                       |       |       |      |      |      |      |      |      |      |      |      |       |   |      |
| Niederschlag (mm)     | 8     | 8     | 18   | 29   | 28   | 36   | 20   | 16   | 24   | 22   | 17   | 10    | Σ | 236  |
|                       |       |       |      |      |      |      |      |      |      |      |      |       |   |      |
| Regentage (d)         | 10    | 7     | 7    | 7    | 7    | 8    | 8    | 6    | 5    | 6    | 7    | 9     | Σ | 87   |

| −17,9 |

| −15,9 |

| −4,9 |

| 5,2 |

| 12,0 |

| 16,8 |

| 19,1 |

| 17,7 |

| 11,8 |

| 3,4 |

| −6,0 |

| −14,4 |

| −17,9 |

| −15,9 |

| −4,9 |

| 5,2 |

| 12,0 |

| 16,8 |

| 19,1 |

| 17,7 |

| 11,8 |

| 3,4 |

| −6,0 |

| −14,4 |

## Wirtschaft
Ürümqi ist ein wichtiges Industriezentrum in Xinjiang. Ürümqi hat zusammen mit Karamay und Korla einen Anteil von 64,5 Prozent an der gesamten Industrieproduktion von Xinjiang. Laut einer Studie aus dem Jahr 2014 erwirtschafte Ürümqi ein Bruttoinlandsprodukt von 59,6 Milliarden US-Dollar in Kaufkraftparität. In der Rangliste der wirtschaftsstärksten Metropolregionen weltweit belegte die Stadt damit den 199. Platz. Das BIP pro Kopf liegt bei 22.590 US-Dollar (KKP). In der Stadt waren 1,2 Millionen Arbeitskräfte beschäftigt. Mit 11 % im Zeitraum von 2009 bis 2014 wuchs das BIP pro Kopf sehr schnell.
Obwohl die alten Stadtgebiete hauptsächlich im Süden liegen, begann die Entwicklung im nördlichen Teil seit den späten 1980er Jahren. Die Fertigstellung des neuen Büroturms für die Stadtverwaltung von Ürümqi im Jahr 2003 am Nanhu-Platz (南湖广场) an der Nanhu-Straße markierte eine Verlagerung des Stadtzentrums nach Norden. Die Xinjiang Guanghui Group (新疆广汇集团) ist mit 108.000 Mitarbeitern das größte Immobilienunternehmen und das mächtigste Unternehmen in Privatbesitz in Xinjiang und ist in den Bereichen Energie und Automobile tätig.

## Verkehr

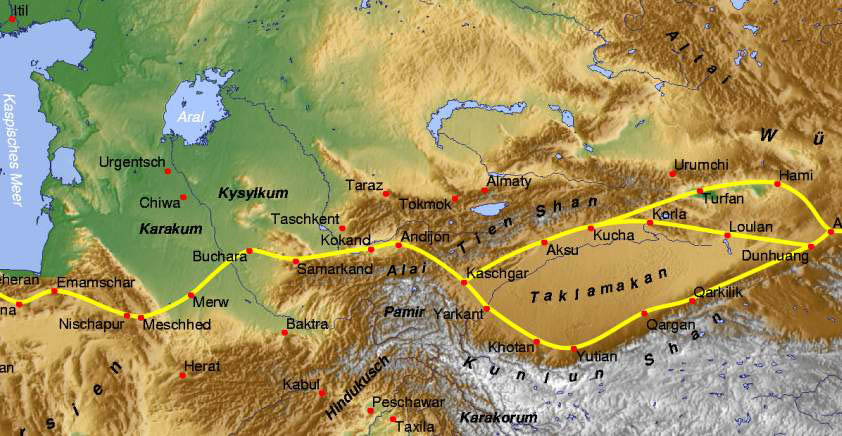
Zentralasien mit der Seidenstraße

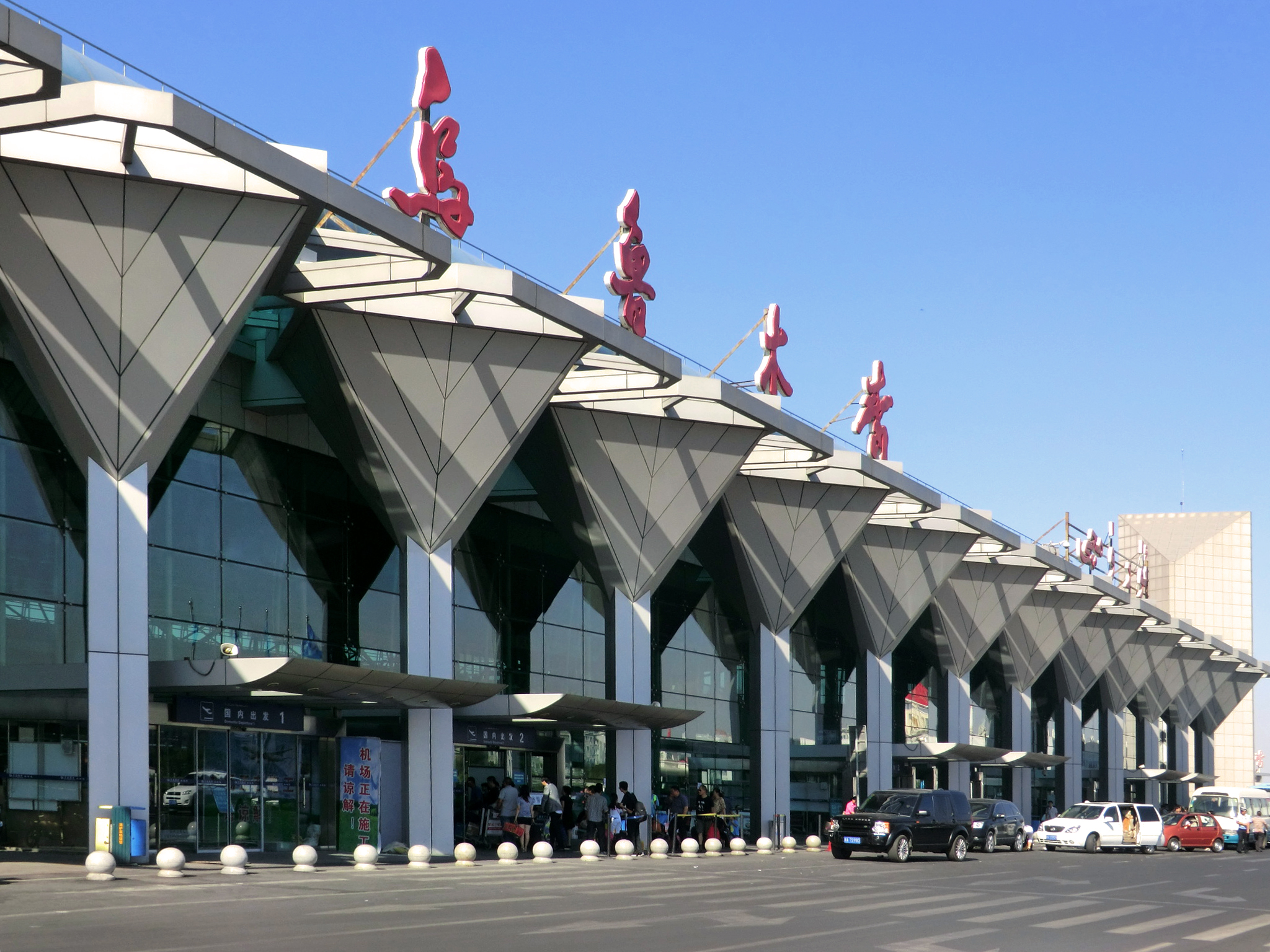
Flughafen Ürümqi-Diwopu

Der Flughafen Ürümqi-Diwopu, auch Flughafen Ürümqi-Tianshan genannt,  befindet sich ca. 17 km vom Stadtzentrum entfernt im Nordwesten. Er verbindet Ürümqi durch 700 Flüge pro Woche mit 53 Zielen innerhalb China sowie mit 14 internationalen Zielen, darunter Taschkent, Nowosibirsk, Moskau, Islamabad, Almaty und Bischkek.
Seit dem 25. Oktober 2018 verbindet die Linie 1 der Ürümqi Metro den Flughafen mit der Innenstadt. Ein Jahr später wurde die Verlängerung nach Süden fertiggestellt. Weitere Linien sind in Bau.
Ürümqi ist durch die Beijiang-Eisenbahn, den nördlichen Zweig der Lanxin-Bahn, der Xinjiang-Nordbahn, als erstem schienengebundenen Weg mit den großen Städten Chinas und der Provinz verbunden. Nach Westen führt die Strecke über die Station Alashankou (Kilometerpunkt 2358.376, 477 Kilometer von Ürümqi) durch die Dsungarische Pforte nach Dostyk in Kasachstan. In Richtung Kernland Chinas besteht am Knoten Turfan die Möglichkeit der Anbindung über den südlichen Teil der Bahn (Xinjiang-Südbahn) und Korla, Aksu, Kuytun und Liuyuannach nach Kaschgar im Tarimbecken, dem derzeit westlichsten Bahnhof der Volksrepublik. Am Ausgangspunkt der Strecke in Lanzhou nach 1903,3 Kilometern sowie kurz zuvor in Wuwei (in die Innere Mongolei weiter Richtung Ulan Bator in der Mongolei) besteht weiterer Anschluss an das chinesische Eisenbahnnetz. Der Bau des Kernstücks der Lanxin-Strecke (Lanzhou–Xinjiang-Eisenbahn) wurde 1952 in Angriff genommen und nach zehn Jahren vollendet. Der Lückenschluss mit der kasachischen Eisenbahn Kasachstan Temir Scholy wurde am 12. September 1990 vollzogen, der südliche Teil entlang der Taklamakan-Wüste wurde in den späten 1990er Jahren fertiggestellt. Nach dem Bau des Wushaoling-Tunnels 2006, mit 21,5 Kilometern der längste Eisenbahntunnels Chinas, ist die Hauptstrecke durchgehend zweigleisig befahrbar.
Seit 2014 besteht zusätzlich die Schnellfahrstrecke Lanzhou–Xinjiang (兰新铁路第二双线).
Außerdem gibt es drei große Busbahnhöfe in Ürümqi: Northern Suburb Passenger Transport Station, Southern Suburb Passenger Transport Station und Nianzigou Passenger Transport Station.

## Sehenswürdigkeiten

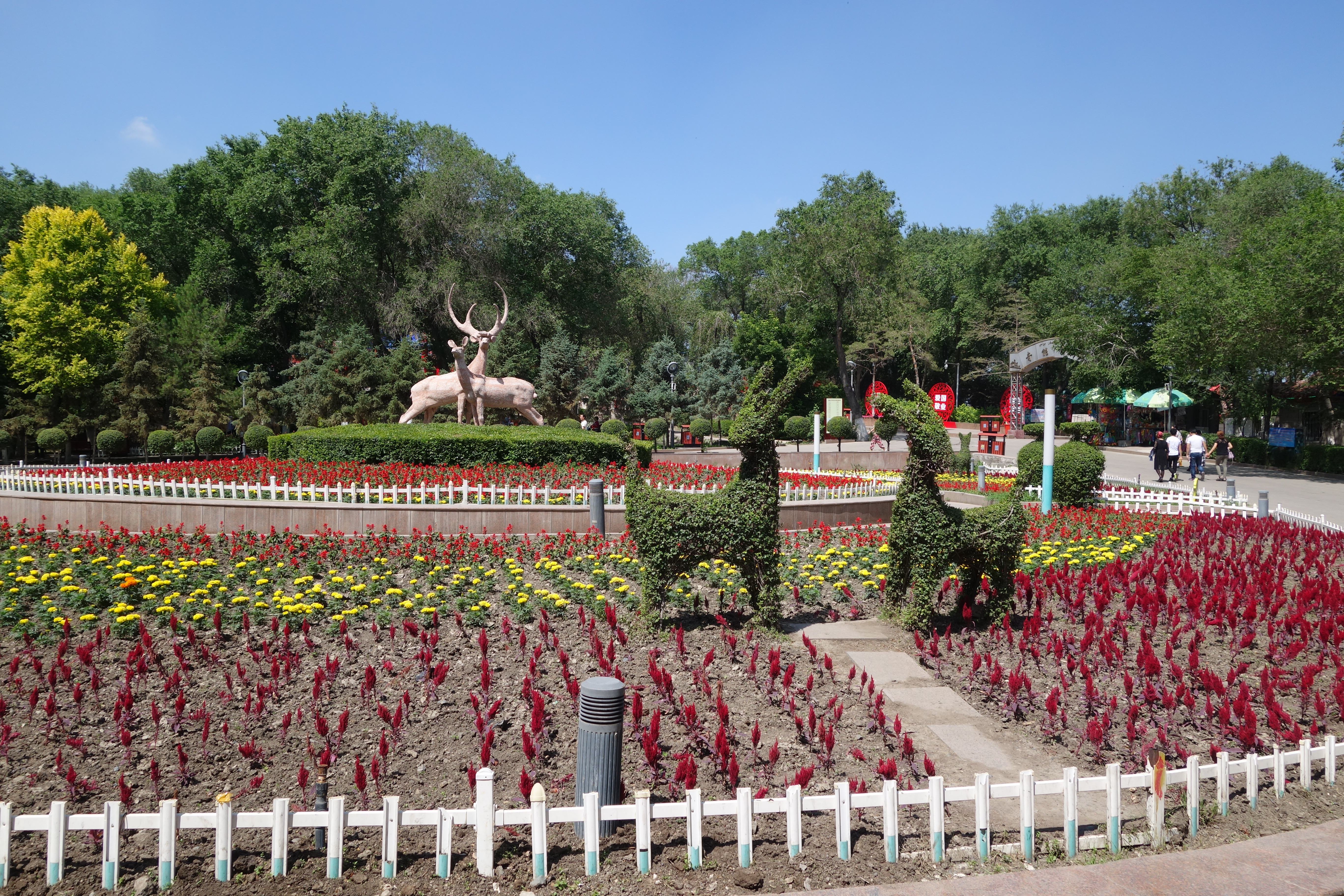
Hongshan Park in Ürümqi

Touristische Attraktionen in oder bei Ürümqi sind u. a. der Himmelssee (110 km östlich gelegen), der „Hong Shan“ (roter Berg), die Südmoschee, das Xinjiang Regionalmuseum und der „International Bazar“, der im Stadtzentrum gelegen ist.
Im Museum der Provinz finden sich mehrere der sogenannten Tarim-Mumien, deren Identifizierung als Tocharer stark umstritten ist.
Das Stadtmuseum von Ürümqi (乌鲁木齐博物馆) liegt in der Süd Nanhu Straße 123 (南湖南路 123).

## Stadtbild

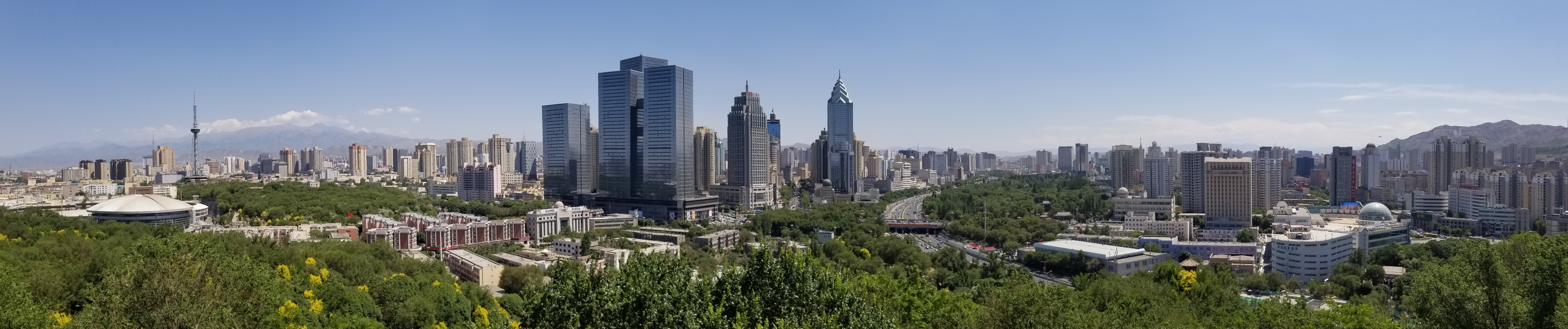
Blick auf Ürümqi vom Hongshan-Park

## Geschichte
Die Stadt Ürümqi ist eine Gründung der Mongolen und wurde im 17. Jahrhundert vom Dsungarischen Khanat beherrscht, 1722 wurde sie von der Qing-Dynastie erobert. Um 1757 wurde das Gebiet vom Qing-Reich unter Kaiser Qianlong endgültig unterworfen und in Díhuà (chinesisch 迪化) umbenannt. Die chinesische Herrschaft wurde lediglich unterbrochen vom Reich Jetti-Schahr des Jakub Beg zwischen 1870 und 1876. Mit Unterstützung des ersten chinesischen Präsidenten Yuan Shikai richtete Gouverneur Yang Zengxin 1911 eine Militärdiktatur in Xinjiang ein. Nach seiner Ermordung 1928 und dem kurzen Intermezzo der Herrschaft von Jin Shuren kam in Díhuà 1933 Sheng Shicai an die Macht. 1943 unterstellte er seine Provinz der Kuomintang-Nationalregierung. Nach dem Chinesischen Bürgerkrieg wurde die nun wieder Ürümqi genannte Stadt 1954 Hauptstadt des Uigurischen Autonomen Gebietes Xinjiang innerhalb der Volksrepublik China. Während der Kulturrevolution (1966–76) musste Ürümqi, wie ganz China, den Roten Terror über sich ergehen lassen, der viele Menschenleben kostete und nachhaltige Folgen hinterließ. Viele Kulturgüter wurden zerstört. Seit der Ära Deng Xiaopings profitierte Ürümqi im großen Maße vom „Chinesischen Wirtschaftswunder“.
Nicht unproblematisch ist seit längerem das Verhältnis zwischen Han-Chinesen und Angehörigen der Turkvölker. Am 5. Juli 2009 griffen uigurische Demonstranten nach einer zunächst friedlichen Demonstration Berichten zufolge in Ürümqi Han-Chinesen an, Fahrzeuge wurden in Brand gesetzt, einige Geschäfte gestürmt und der Verkehr an mehreren Kreuzungen blockiert. Nach Augenzeugenberichten waren die rund 3000 Demonstranten mit Holzknüppeln und Messern bewaffnet. Der Polizei wurde befohlen, Ruhe und Ordnung wiederherzustellen. Es soll, nach offiziellen Angaben, zu blutigen Auseinandersetzungen mit 184 Toten gekommen sein, davon waren 137 Han-Chinesen, 46 Uiguren und ein Mitglied der Hui-Minderheit, die von der wütenden Menge erschlagen wurden. Hintergrund sind die seit Jahren anhaltenden Spannungen zwischen der chinesischen Zentralregierung, der von ihr abhängigen Provinzregierung und den Autonomiebestrebungen der Uiguren und anderer ethnischer Minderheiten. 2014 besuchte der 2013 zum chinesischen Präsidenten gewählte erste Sekretär der Kommunistischen Partei Chinas Xi Jinping die Gebietshauptstadt des Uigurischen Autonomen Gebiets Xinjiang. Am letzten Tag seines viertägigen Aufenthalts in Xinjiang sprengten sich zwei Uiguren vor einem Bahnhof von Ürümqi in die Luft und verletzten fast 80 Menschen; kurz danach töteten Attentäter bei einem Terroranschlag auf einem Gemüsemarkt der Stadt mindestens 39 Menschen.

## Partnerstädte
- Almaty, Kasachstan
- Peschawar, Pakistan
- Bischkek, Kirgisistan
- Tscheljabinsk, Russland
- Duschanbe, Tadschikistan

## Persönlichkeiten
- Wang Shu (* 1963), chinesischer Architekt und Hochschullehrer
- Rushan Abbas (* 1967), uigurisch-amerikanische Aktivistin
- Neghmet Rakhman (* 1983), Fernsehmoderator
- Tuohetaerbieke Tanglatihan (* 1996), Boxer
- Wang Ziyang (* 2003), chinesischer Snowboarder

## Sport
Der in der Stadt beheimatete Fußballverein Xinjiang Tianshan Leopard spielt derzeit in der zweiten chinesischen Liga (China League One).

## Eponyme
Der am 18. Oktober 1979 entdeckte Asteroid (2729) Urumqi trägt seit 1991 den Namen der Stadt.